# هنری تنبل
هنری تنبل (انگلیسی: Lazy Henry) یا هاینز تنبل (انگلیسی: Lazy Heinz) داستان پریان آلمانی است که توسط برادران گریم در قصه‌های برادران گریم تحت شماره ۱۶۴ گردآوری شده‌است. این داستان برای نخستین بار در نسخهٔ سوم افزوده شد.

## داستان
هنری چنان تنبل بود که تنها یک کار انجام می‌داد که بردن بز به چراگاه و برگرداندنش بود. او با ترینای چاق ازدواج کرد تا او هم خودش هم بز را ببرد. ترینا پیشنهاد داد بز را با یک کندو مبادله کند تا نیاز به نگهداری نداشته باشد. آن‌ها یک کوزه عسل جمع می‌کنند و سپس تصمیم می‌گیرند که آیا یک جوجه غاز بگیرند یا خیر. ترینا یک بچه می‌خواهد؛ هنری می‌گوید بچه‌ها از دستورها مانند خدمتکاران اطاعت نمی‌کنند. ترینا با یک چوب هنری را کتک می‌زند و کوزه را می‌شکند. آنها می‌پذیرند که اینگونه مجبور نیستند از غاز مراقبت کنند.